# Ruby
Pour les articles homonymes, voir Ruby (homonymie).
Ruby est un langage de programmation libre. Il est interprété, orienté objet et multi-paradigme. Le langage a été standardisé au Japon en 2011 (JIS X 3017:2011), et en 2012 par l'Organisation internationale de normalisation (ISO 30170:2012).

## Historique
Yukihiro « Matz » Matsumoto est le créateur de Ruby. Frustré par son expérience en développement Smalltalk et Lisp, il commence la conception d'un nouveau langage en 1993 sous Emacs, puis publie une première version en 1995 sous licence libre. Il enchaîne depuis les nouvelles versions.
Depuis l'arrivée d'une documentation anglophone, et du framework web Ruby on Rails en 2004, Ruby a connu un certain engouement qui n'a cessé de croître jusqu'en 2008 dans le monde de la programmation, puis une érosion lente si on en juge par son index TIOBE.

## Philosophie
Ruby est fortement orienté objet et se rapproche ainsi du paradigme objet de Smalltalk :
- toute donnée est un objet, y compris les types primitifs ;
- toute fonction est une méthode ;
- toute variable est une référence à un objet.

Malgré cet aspect exclusivement objet, la programmation procédurale est possible et fréquente.
Ruby utilise une syntaxe simple, inspirée par Eiffel et Ada.

## Fonctionnalités
Les fonctionnalités principales sont :
- l'orientation objet omniprésente ;
- le ramasse-miettes chargé de libérer automatiquement la mémoire ;
- le système de gestion d'exceptions pour gérer les erreurs exceptionnelles ;
- la possibilité de modifier les classes pendant l'exécution du programme, qu'elles soient définies par l'utilisateur ou non ;
- l'intégration dans sa syntaxe des expressions rationnelles ;
- les blocs qui servent d'itérateur et permettent de passer des morceaux de programme en paramètre ;
- l'héritage simple ;
- l'inclusion de modules dans les classes, une autre manière de concevoir l'héritage multiple (mixin) ;
- l'écriture d'extensions en C relativement simple ;
- les nombres entiers de taille illimitée avec conversion automatique lorsque c'est nécessaire ;
- la portée des variables définie par leur forme : var est une variable locale, @var est une variable d'instance, @@var est une variable de classe, $var est une variable globale, Var est une constante.
- les threads indépendants du système d'exploitation ;
- la réflexion, c'est-à-dire la possibilité pour les programmes et les objets de s'inspecter eux-mêmes et de se modifier.

## Implémentations
L'interpréteur officiel, Ruby MRI, fonctionne sur de nombreux systèmes d'exploitation : UNIX, Linux, Microsoft Windows, MS-DOS, OS X, OS/2, ReactOS, AmigaOS, etc.
Il est publié sous la double licence libre GNU GPL et la licence Ruby.
Ruby est fourni avec irb, un interpréteur de commandes interactif pour tester en profondeur le fonctionnement du langage. Il existe une version web d'irb pour tester Ruby dans un navigateur.
Depuis le 1er janvier 2007, le développement de Ruby (1.9) est basé sur l'interpréteur YARV écrit par Koichi Sasada.
Ce nouvel interpréteur apporte un gain notable en performances.
Outre YARV, il existe plusieurs autres interpréteurs Ruby :
- JRuby[12] : il est écrit en Java et interprète directement du code source écrit en Ruby.
- XRuby : Il convertit du code Ruby en bytecode Java et est plus rapide sur certains tests de performance que la version 1.8.5 de l'interpréteur officiel[13].
- Rubinius : Une machine virtuelle simplifiée, inspirée de Smalltalk-80[14], implémentée en Ruby même.
- Cardinal[15] : un interpréteur fonctionnant sous Parrot.
- Gardens Point Ruby.NET : Un interpréteur fonctionnant sur le framework .NET[16].
- IronRuby : un compilateur fonctionnant sur le DLR du framework .NET[17].
- Ruby for .Net : un compilateur fonctionnant sur le CLR du framework .NET qui a été abandonnée au profit de IronRuby.
- MacRuby : implémentation de Ruby 1.9 spécifique à OS X, fonctionnant par-dessus le runtime Objective-C[18], permettant un usage natif des composants Cocoa, contrairement aux bindings RubyCocoa.
- Truffleruby : supporté et développé par Oracle, il s'agit d'une implémentation du langage Ruby sur la GraalVM, permettant des performances supérieures à MRI[19].

La version 2.0 permet de créer des applications graphiques pour macOS et iOS.

## Interprètes embarqués
Ruby possède une interface de programmation en langage C qui lui permet d'être intégré au sein d'autres logiciels. Ruby est notamment utilisable dans :
- Apache avec mod_ruby ou Phusion Passenger pour générer des pages web en Ruby ;
- et PostgreSQL avec PL/ruby pour faire exécuter des commandes Ruby au serveur de base de données.

Le logiciel de création de jeu vidéo RPG Maker intègre dans ses versions XP et VX une bibliothèque nommée RGSS, Ruby Game Scripting System permettant l'usage de scripts en Ruby.

## Bibliothèques
Il existe de nombreuses bibliothèques de fonctionnalités adjoignables au langage.
Le dépôt historique de ces bibliothèques est le Ruby Application Archive (RAA).
Il contient des fonctionnalités supplémentaires pour Ruby comme des bibliothèques de classes et de modules, mais aussi des extensions permettant d'utiliser des bibliothèques tierces.
Le RAA contient également des logiciels écrits en Ruby. Parmi ces logiciels on trouve notamment Rubygems qui est un outil d'empaquetage et d'installation pour les extensions Ruby.
Il permet de déployer rapidement des bibliothèques et des programmes Ruby.
La base de données de gems Rubygems est devenue avec le temps la référence en stockage de bibliothèques pour Ruby (plus de 49 milliards de téléchargements) au travers de l'outil Bundler (également développé en Ruby), les dépendances d'un projet sont téléchargées par défaut depuis Rubygems.

## Exemples
Le classique Hello world :
```
puts
 
'Hello World!'

```

Utilisation des objets :
```
# Tout est objet, même les nombres:

-
199
.
abs
                                                
# 199

'ruby is cool'
.
length
                                   
# 12

'Rick'
.
index
 
'c'
                                        
# 2

"Nice Day Isn't It?"
.
downcase
.
split
(
//
)
.
sort
.
uniq
.
join
  
# " '?acdeinsty"

```

Utilisation de mixin et de l'héritage :
```
module
 
AnimalSkills

  
def
 
eat

    
puts
 
"I'm eating !"

  
end

  
def
 
move

    
puts
 
"I'm moving !"

  
end

  
def
 
express
;
 
puts
 
"I'm expressing !"
 
end

end

class
 
Animal

  
include
 
AnimalSkills
 
# mixin

  
@@name
 
=
 
'an animal'
 
# variable de classe

  
def
 
initialize
(
size
,
 
weight
,
 
color
)
 
# initialisation des variables d'instance

    
@size
 
=
 
size
.
to_i

    
@weight
,
 
@color
 
=
 
weight
.
to_i
,
 
color
.
to_s

  
end

  
def
 
describe

    
puts
 
"I'm 
#{
@@name
}
 !"

    
puts
 
"I'm 
#{
@size
}
 meter tall, I weigh 
#{
@weight
}
 kilograms and I'm "
 
+
 
@color

  
end

end

class
 
Zebra
 
<
 
Animal
 
# héritage

  
@@name
 
=
 
'a zebra'
 
# rédéfinition de la variable de classe: maintenant tous les animaux sont des zèbres !

   

  
def
 
initialize
(
size
,
 
weight
,
 
color
 
=
 
'black and white'
)
 
# surcharge

    
super
 
# appel de la méthode de la classe mère (Animal)

  
end

end

z
 
=
 
Zebra
.
new
(
1
,
 
50
)

z
.
describe
 
# => I'm a zebra ! / I'm 1 meter tall, I weigh 50 kilograms and I'm black and white

z
.
eat
 
# => I'm eating !

```